# State Parks in West Virginia
Dies ist die Liste der State Parks im US-Bundesstaat West Virginia. 52 Gebiete des Staats sind als State Park ausgezeichnet, darunter auch sieben Staatsforste (State Forest), fünf Wildreservate (Wildlife Management Areas) und zwei Wanderstrecken entlang ehemaliger Bahnstrecken (Rail Trails).
- Audra State Park
- Babcock State Park
- Beartown State Park
- Beech Fork State Park
- Berkeley Springs State Park

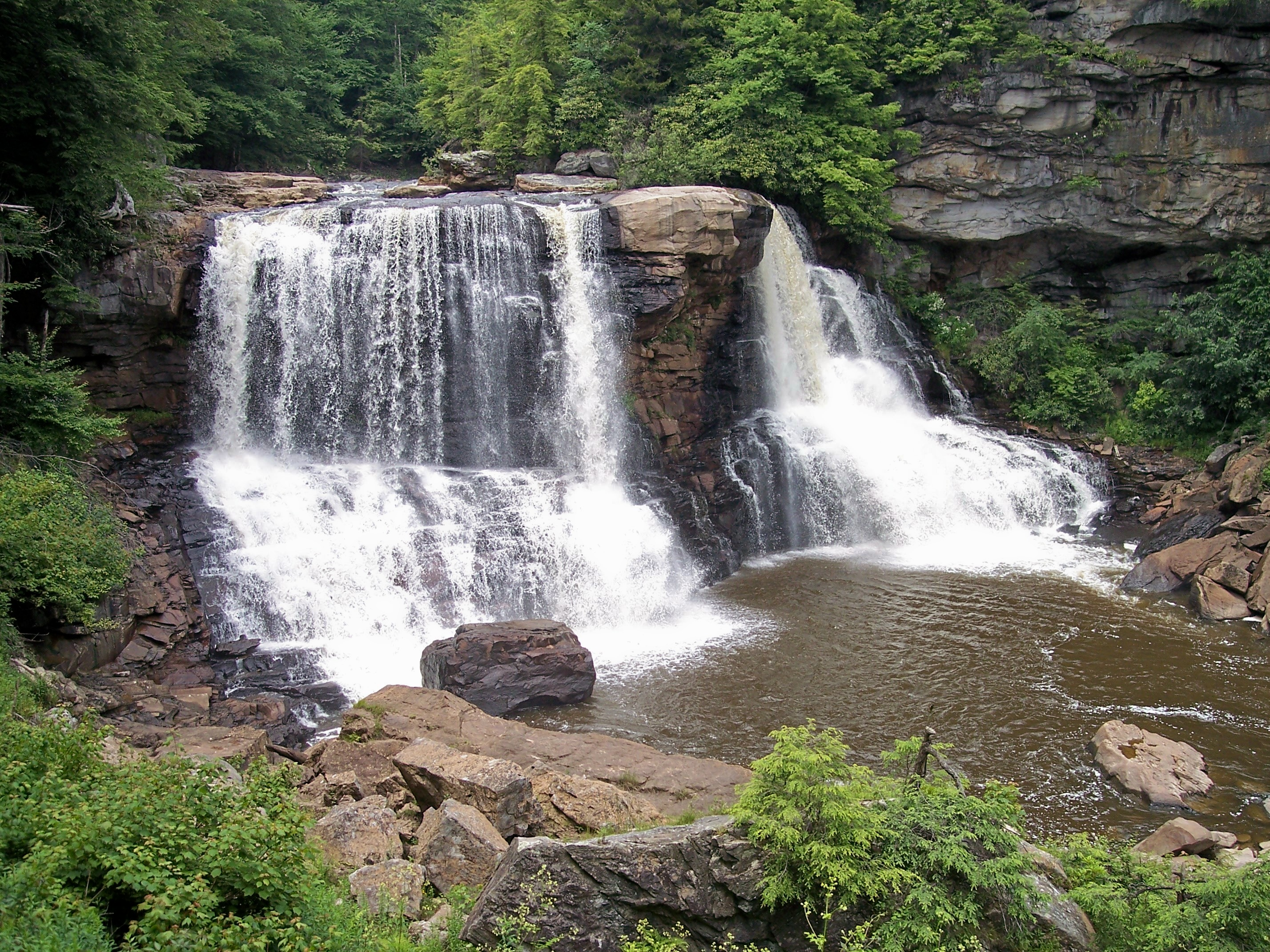
Blackwater-Wasserfälle

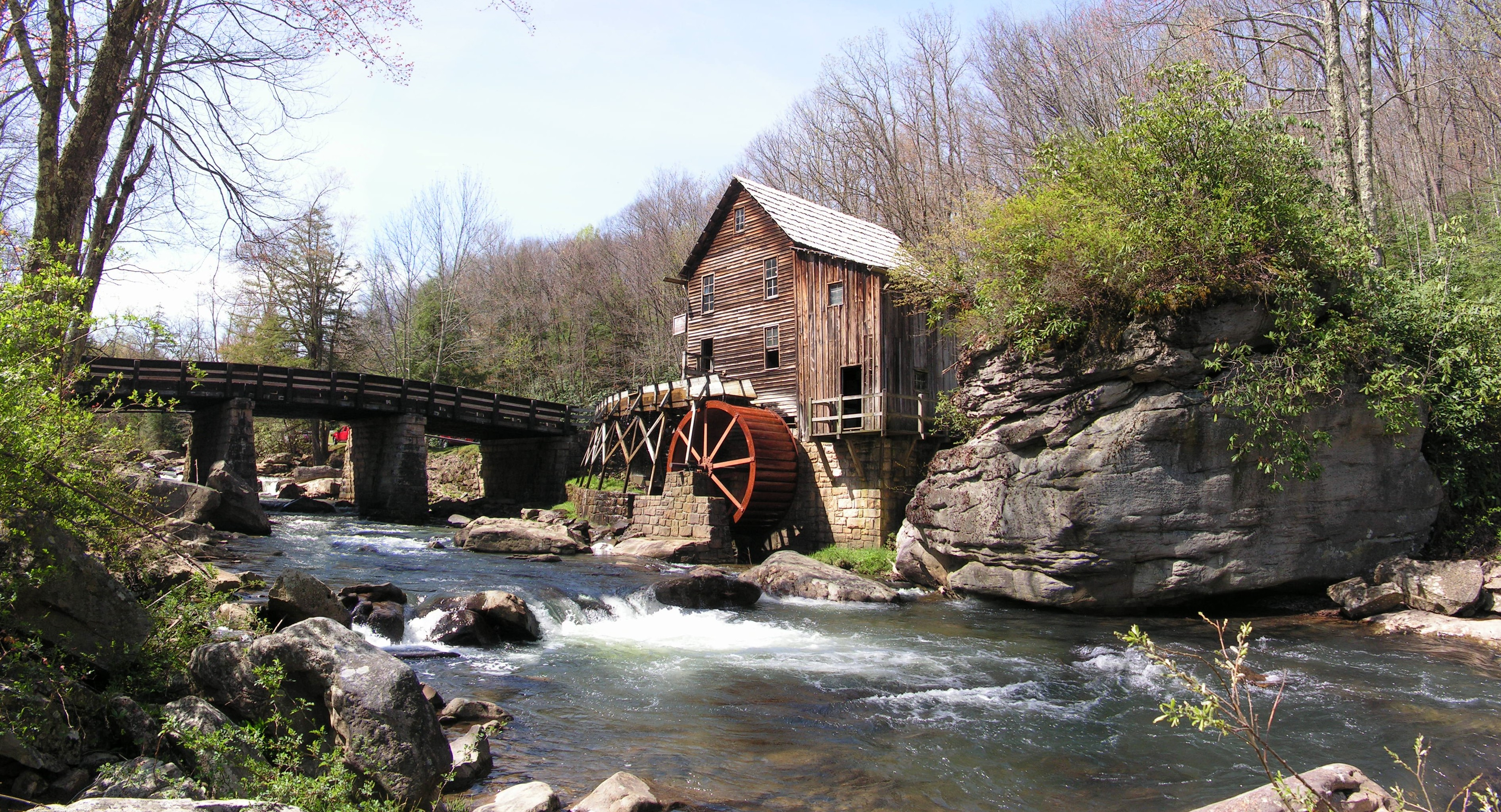
Glade-Creek-Mühle im Babcock State Park

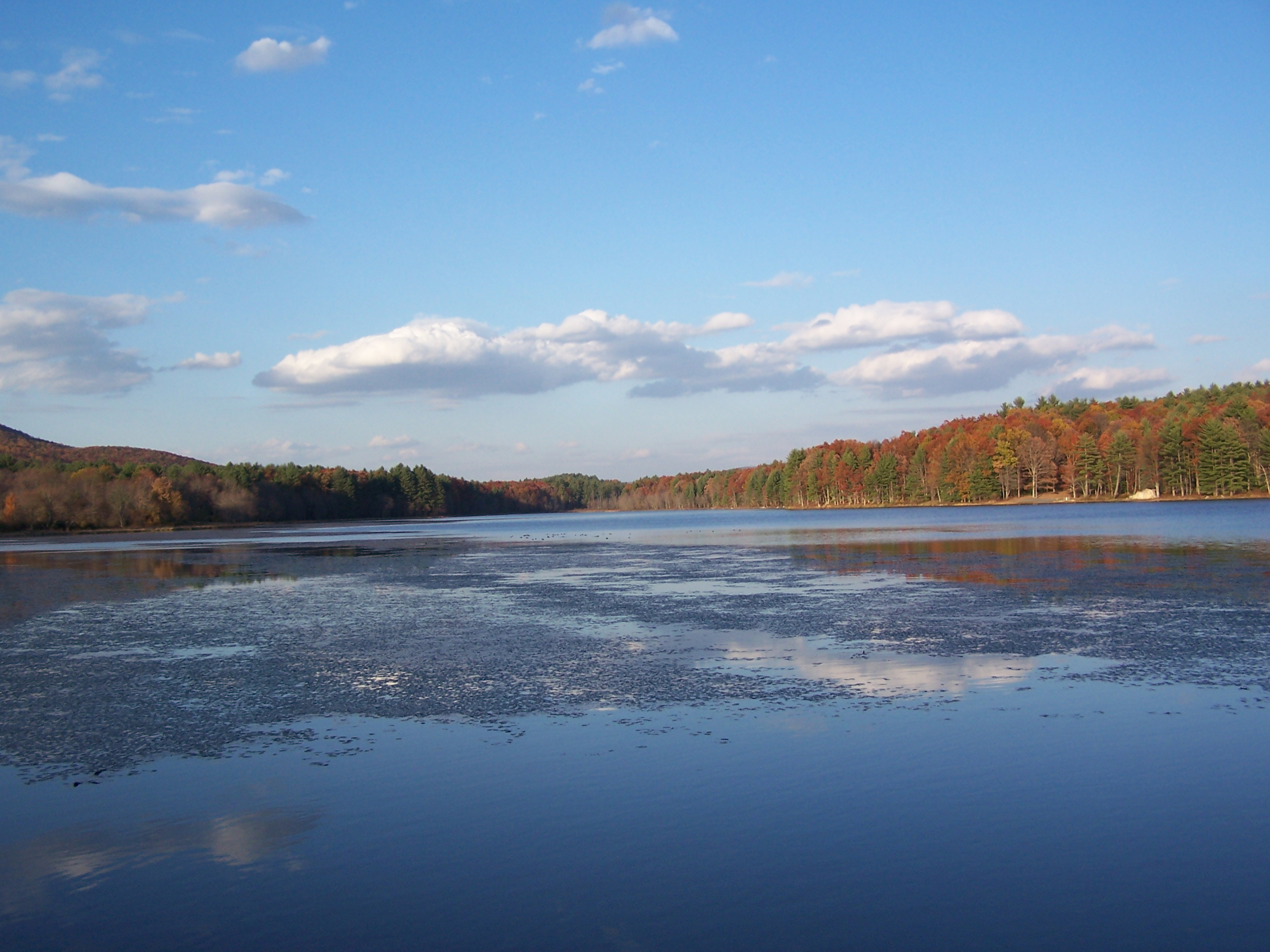
Der Moncove Lake

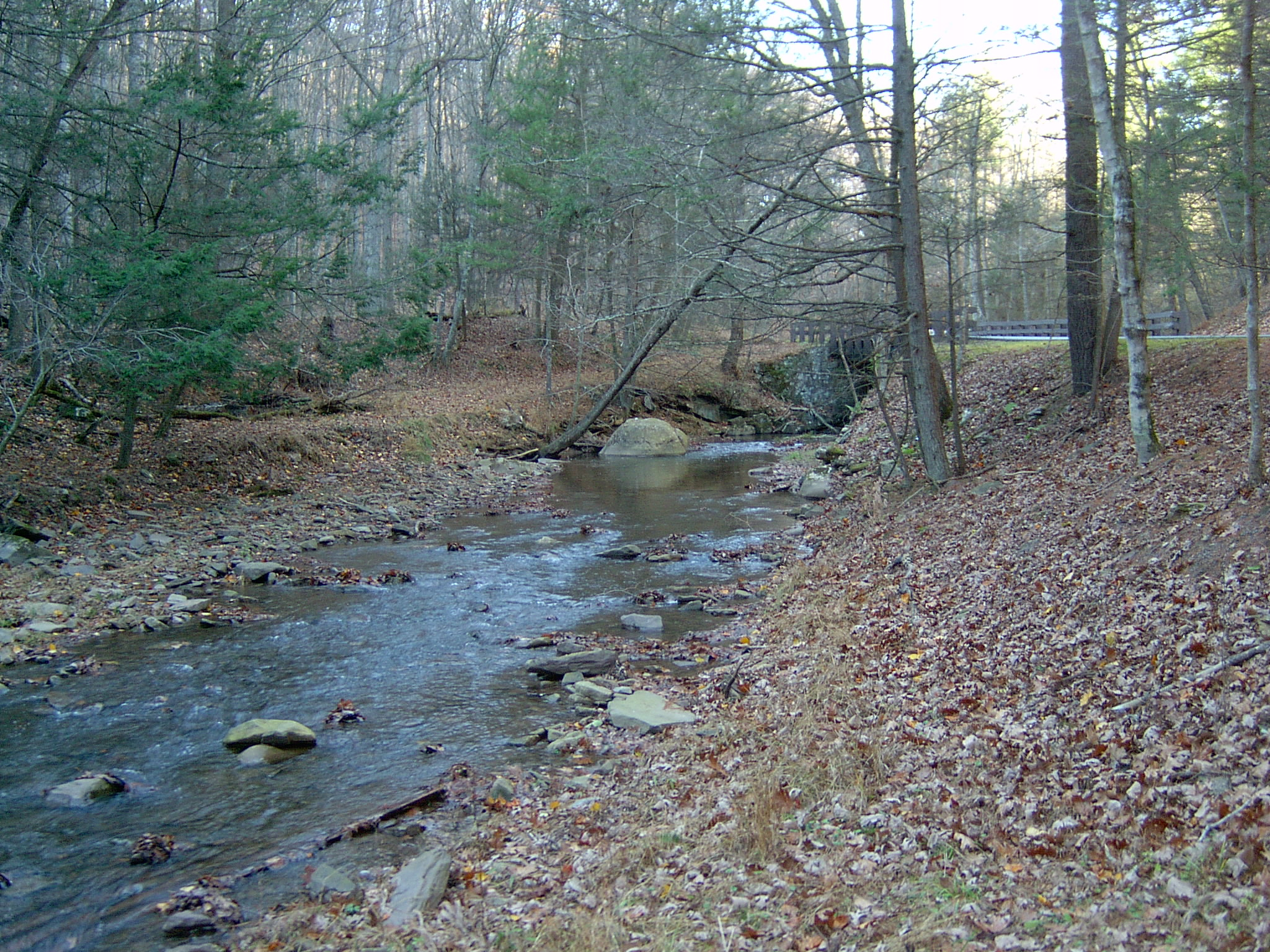
Ein Zufluss des Lost River

- Berwind Lake Wildlife Management Area
- Blackwater Falls State Park / Fairfax Stone State Park
- Blenerhassett Island Historical State Park
- Bluestone State Park
- Bluestone Wildlife Management Area
- Cabwaylingo State Forest
- Cacapon Resort State Park
- Camp Creek State Park
- Canaan Valley State Park
- Canaan Valley Resort
- Carnifex Ferry Battlefield
- Cass Scenic Railroad
- Cathedral State Park
- Cedar Creek State Park
- Chief Logan State Park
- Chief Logan Lodge
- Coopers Rock State Forest
- Droop Mountain Battlefield
- Greenbrier River Trail
- Greenbrier State Forest
- Hawks Nest State Park
- Holly River State Park
- Kanawha State Forest
- Kumbrabow State Forest
- Laurel Lake Wildlife Management Area
- Little Beaver State Park
- Lost River State Park
- Moncove Lake State Park
- North Bend Rail Trail
- North Bend State Park
- Panther Wildlife Management Area
- Pinnacle Rock State Park
- Pipestem Resort State Park
- Plum Orchard Wildlife Management Area
- Prickett's Fort State Park
- Seneca State Forest
- Stonewall Lake State Park
- Stonewall Resort
- Tomlinson Run State Park
- Tu-Endie-Wei State Park
- Twin Falls Resort State Park
- Tygart Lake State Park
- Valley Falls State Park
- Watoga State Park / Calvin Price State Forest
- Watters Smith State Park